# Phyllopodopsyllus furciger
Phyllopodopsyllus furciger är en kräftdjursart som beskrevs av Jakobi 1959. Phyllopodopsyllus furciger ingår i släktet Phyllopodopsyllus och familjen Tetragonicipitidae. Inga underarter finns listade i Catalogue of Life.